# 호베르치 헤낭
호베르치 헤낭 아우베스 바르보자(포르투갈어: Robert Renan Alves Barbosa, 2003년 10월 11일 ~ )는 브라질의 축구 선수이다. 그의 포지션은 중앙 수비수로, 현재 사우디 프로페셔널리그의 알샤바브에서 활약하고 있다.

## 클럽 경력
호베르치 헤낭은 2022년 4월 20일, 1-1로 비긴 AA 포르투게사와의 코파 두 브라지우 원정 경기에서 코린치앙스 소속으로 1군 데뷔전을 치렀다. 2022년 6월 26일, 그는 0-0으로 비긴 산투스와의 홈경기에서 코린치앙스 소속으로 캄페오나투 브라질레이루 세리이 A 데뷔전을 치렀다.
2023년 1월, 호베르치 헤낭은 러시아 프리미어리그의 제니트 상트페테르부르크와 5년 계약을 맺고 이적했다. 2024년 1월 4일, 제니트는 헤낭이 인테르나시오나우로 2024년 말까지 임대 이적한다고 발표했다.

## 국가대표팀 경력
호베르치 헤낭은 브라질 청소년 국가대표팀 일원으로 U-18 대표팀을 거치고 현재 U-20 대표팀에서 활약하고 있다.
2023년 3월 3일, 호베르치는 모로코와의 친선 경기를 앞두고 하몽 메니지스 감독 대행에 의해 브라질 성인 대표팀에 깜짝 소집되었다.

## 수상 내역
제니트 상트페테르부르크
- 러시아 프리미어리그: 2022–23[10]
- 러시아 슈퍼컵: 2023[11]

브라질 U-20
- CONMEBOL U-20 챔피언십: 2023